# Черв’як Корній Григорович
Черв’як Корній Григорович (13 вересня 1894 Млинів, Дубенський повіт, Волинська губернія, Російська імперія— ?) — український вчений етнограф, краєзнавець, педагог. Репресований.
До 1920 р. анархіст, у 1920—1921 рр. член компартії Польщі. Проживав у Харкові. Завідувач відділу Українського НДІ історії культури ім. Т. Г. Шевченка. Заарештований у 1921 р. за перетин кордону з боку Польщі, звільнений з-під варти через місяць, рішення в справі відсутнє. Заарештований 21 грудня 1933 р. як член к.-р. терористичного угруповання, за шпигунську діяльність (статті 546, 548, 5411 КК УСрР) і ухвалою судової трійки при колегії ДПУ УСРР від 26 лютого 1934 р. позбавлений волі у ВТТ на 3 роки, за ухвалою судової трійки при УДБ НКВС УСРР від 20 лютого 1935 р. як психічно хворий переведений до психіатричної лікарні для примусового лікування. У жовтні 1942 р. повернувся додому, не працював, експертною комісією Українського психоневрологічного інституту 18 лютого 1950 р. визнаний хворим на шизофренію. Харківським облсудом 26 квітня 1950 р. як соціально небезпечний елемент підданий примусовому лікуванню з ізоляцією у спецлікарні МВС, 8 березня 1954 р. переведений до загальногромадської психіатричної лікарні. Реабілітований 31 березня 1956 р.

Джерела
- Майя Лутай. Черв'як Корній Григорович — викладач історії революційного руху Волинського ІНО з 1919 р.— Ректори, викладачі, студенти Житомирського педагогічного інституту – жертви сталінського тоталітарного режиму. Електронна бібліотека Житомирського державного університету [Архівовано 2 листопада 2018 у Wayback Machine.]
- Черв’як Корній Григорович // Реабілітовані історією. 2008. Харківська область. Книга 1. Частина 2. С. 574.